# Oscar Byström
Oscar Fredrik Bernadotte Byström, född den 13 oktober 1821 i Stockholm, död den 22 juli 1909 på Aspnäs i Spillersboda, var en svensk tonsättare och pianist. Han var son till Thomas Byström och hans hustru Carolina Asping, samt bror till Johan Thomas Byström.

## Biografi
Byström bedrev musikaliska studier i harmonilära och orgelspel vid Musikaliska akademiens musikinstitut 1834–1836 samt genomgick officersutbildning 1836-1847. Han uppträdde som pianist i konsertsammanhang och gjorde särskilt intryck under societetens baler. Han blev alltmer intresserad av kammarmusik under 1850-talet, och kompositionerna från denna tid påverkades i allt högre grad av vännen Franz Berwald. Efter en misslyckad satsning på affärsverksamhet under dessa år, bland annat en famös affär med ett kalkbruk på Gotland, där Berwald undsatte honom med kapital, satsade Byström helt på musiken. Hans vänskap med sångarprinsen prins Gustaf och hovet gav honom tillfälle att ge pianoundervisning till prinsessan Eugénie samt få befattning inom Musikaliska Akademien som inspektor 1866. Byström valdes in som ledamot 385 av Kungliga Musikaliska Akademien den 22 januari 1864.
Parallellt med musikerbanan var Byström yrkesmilitär och fick kaptens grad 1857. När Byström slutade i samband med pensionen 1872, flyttade han till Finland, där han till 1876 ledde Musikaliska sällskapet i Åbo och dessutom innehade tjänst som kapellmästare i Helsingfors på Nya teatern 1872–1876. Han bedrev där vinstbringande konserter och tillställningar för att upprätta teaterns kärva ekonomiska situation. Orkestern engagerades även för musik i teaterpjäser, vilket gav tonsättaren uppslaget att tonsätta operetten Herman Vimpel, uruppförd 1875 i Helsingfors.
Byström ägnade sig åt koralforskning efter hemkomsten från Finland och blev aktiv inom kyrkomusiken, med talrika konserter och turnéer på programmet.

## Verkförteckning i urval

### Opera
- Miguel de Cervantes (ofullbordad)

### Operett
- Herman Vimpel (1873)

### Orkester
- Uvertyr D-dur (1850-talet)
- Vals (3 stycken, 1851)
- Symfoni d-moll (1870-1872)
- Fantasi för orkester över två finska visor (1872)
- Andantino d-moll (1876)

### Kammarmusik
- Stråkkvartett nr 1 Quartetto Svedese (1856, omarbetad 1895)
- Stråkkvartett nr 2 (uruppförd 1937)